# Мусаясул, Халил-бек
Халил-бек Мусаясул (авар. Халилбег Мусаясул; 20 марта 1896, Чох, Гунибский округ, Дагестанская область, Российская империя — 18 июня 1949, Бетлехем, Коннектикут, США) — первый аварский (дагестанский) художник, получивший профессиональное художественное образование, автор многочисленных картин и автобиографической повести «Страна последних рыцарей».
Мусаясул окончил Мюнхенскую академию художеств. Удостоен многочисленных государственных наград западных государств, академик живописи, почетный член многочисленных академий художеств.

## Биография
Халил-бек Мусаясул (Мусаев) родился в 1896 году в высокогорном аварском ауле Чох Гунибского округа Дагестанской области. Его отец был полковником царской армии, наибом округа Исрафил Манижал-Мусаясул. После потери отца Халил-бек остался на попечении старших братьев.
В 1912 году его отправляют в Тифлис, где он поступает в Тифлисское училище изящных искусств (филиал Петербургской академии художеств). В 1912—1913 годах за подписями «Халил Муссаев», «Муссаев-Чохский», «Х.М.» были опубликованы множество карикатур художника в азербайджанских журналах «Молла Насреддин», «Келният» и «Барабан».

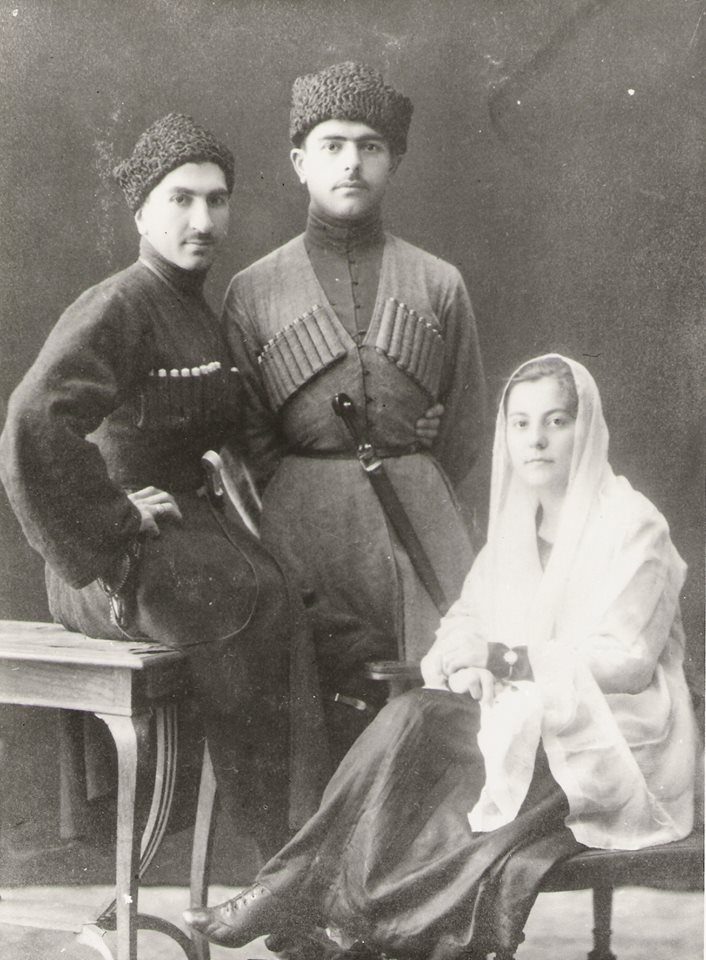
Халил-бек, личный секретарь Дж. Коркмасова — Кази-бек Чакальский и племянница Дж. Коркмасова — Зейнаб Даидбекова (Коркмасова)

В 1913 году Халил-бек поступает в Мюнхенскую Королевскую академию живописи, где обучается в классе живописи Габриэля фон Хакля. Однако во время Первой мировой войны интернирован на родину, по дороге домой в декабре 1914 года остановился в Саратове, где год проучился в Боголюбовском рисовальном училище (филиал Центрального училища технического рисования барона Штиглица, Санкт-Петербург). Устроившись в Красный Крест, к 1915—1916 годам из Саратова попадает на Кавказский театр военных действий, «помощником командира санитарного батальона» (со слов самого художника).
С 1916 года живёт в Чохе и по 1920 год он занимается художественной и просветительской деятельностью в Дагестане. В 1917 приехал в Темир-Хан-Шуру, где работал художником-оформителем в типографии М.М. Мавраева, преподавал изобразительное искусство в реальном училище. С 1917 года иллюстрировал первый кумыкский журнал «Танг-Чолпан» — печатный орган дагестанской демократической интеллигенции.
В 1919 году, в период проживания во Владикавказе, знакомится с писателями Ю. Слёзкиным (впоследствии художник станет прототипом главного героя романа «Столовая гора») и М. Булгаковым.
В 1920 году назначен заведующим отделом внешнего образования и искусств Народного комиссариата просвещения Дагестана (по рекомендации С. Габиева).
В 1921 году Халил-бек вновь едет в Мюнхен для продолжения образования в том же учебном заведении, где, как свидетельствуют источники, учится он по высшему разряду.
«Меня считают образцовым студентом, и профессора Академии с гордостью говорят про меня», — пишет юноша старшему брату.
В 1926 году Халил-бек завершил учебу и получил диплом профессионального художника, а в 1927 году, после отказа органов СССР в выдаче ему разрешения на продолжение обучения в Германии, стал эмигрантом.
В 1930 году благодаря своим личным связям и знакомству с Мохаммедом Реза Пехлеви — будущим шахом Ирана, получает гражданство Персии. Таким образом, в удостоверении, выданном Мюнхенской академией в 1930 году, в графе «гражданство» будет указана Персия. В том же году был принят в знаменитое «Мюнхенское товарищество художников».

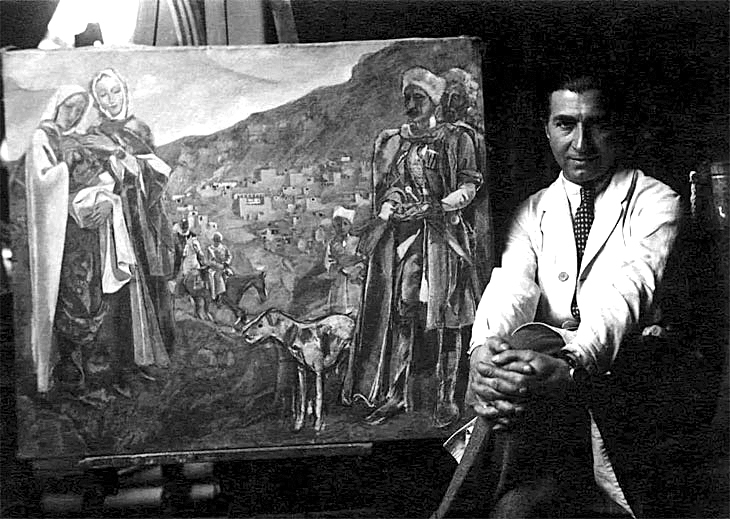
C незаконченной картиной «Аул Чох»

В 1939 году женился на поэтессе и журналистке баронессе Оливии Мелании Юлии фон Нагель.
В 1942 году вошёл в состав эмигрантского Северо-Кавказского национального комитета.
В 1944 году квартира художника сгорела во время бомбёжки Мюнхена. Семья вынуждена переехать в поселок Амбах на озере Химзее, южнее Мюнхена (с 1945 года территория оказывается в американской зоне оккупации).
В 1945—1947 годах семья переехала на постоянное местожительство в США, где Халил-бек продолжил заниматься живописью, а также благотворительной деятельностью, которая заключалась в передаче списков (до 30–90 человек) интернированных в Германии кавказцев состоятельным лицам (обычно землякам) в США, с целью обеспечить необходимые для переезда специальные рабочие контракты.
В 1949 году, в возрасте 52 лет, художник скончался от сердечной болезни в госпитале города Бетлехем штата Коннектикут (США).

## Творчество
C 1913 году в журнале «Молла Насреддин» за подписями «Халил Муссаев», «Муссаев-Чохский», «Х.М.» (подписи сделаны как кириллицей, так и арабской вязью) было опубликовано около 20 карикатур художника. Они отражали разные стороны тогдашней мусульманской жизни. Одновременно невозможно было не заметить в них традицию «Моллы Насреддина» и влияние его учителя Оскара Шмерлинга. В 1912—1913 годах карикатуры художника, наряду с «Моллой Насреддином», печатались также в бакинских сатирических журналах, как азербайджаноязычный «Келният» (издатель Сеид Гусейн, редактор Г. И. Гасымов) и русскоязычный «Барабан» (издатели И. Ашурбеков и Б. Шахтахтинский, редактор А. Азимзаде).
В 1916 году с целью издания красочных плакатов и художественного оформления книг и журналов художник Халил-бек Мусаясул был принят на работу М.-М. Мавраевым. До наших дней сохранился ряд его произведений. К их числу относятся красочно выполненный цветной портрет имама Шамиля, разные учебные плакаты. Халил-бек работал художником издававшегося в типолитографии Мавраева на кумыкском языке журнала «Танг Чолпан». На его страницах он опубликовал большое количество рисунков, сюжетов, зарисовок, портретов людей. первые десять номеров журнала оформлял сам, остальные — совместно с Е. Е. Лансере, приехавшим в Дагестан в том же году.
В 1930 году произошло ещё одно важное событие в его творческой судьбе, он был принят в Мюнхенское товарищество художников. В 1933—1945 годах проживал на территории Германии (Мюнхен). В этот период проводит ряд персональных выставок в «Доме германского искусства» (Мюнхен).
В 1936 году в Мюнхене вышла его автобиографическая повесть «Страна последних рыцарей» (нем. Das Land der letzten Ritter), которая покорила читателей литературными версиями народных преданий Дагестана, а также ностальгическими чувствами художника по своей родине — Дагестану.
Первый представитель народностей Дагестана, получивший профессиональное художественное образование ещё до революции. Его произведения хранятся в ДМИИ им П. Гамзатовой, НМ РД им. А.Тахо-Годи (Махачкала), а также в частных собраниях, архиве семьи Мусаевых (Дагестан).

## Галерея

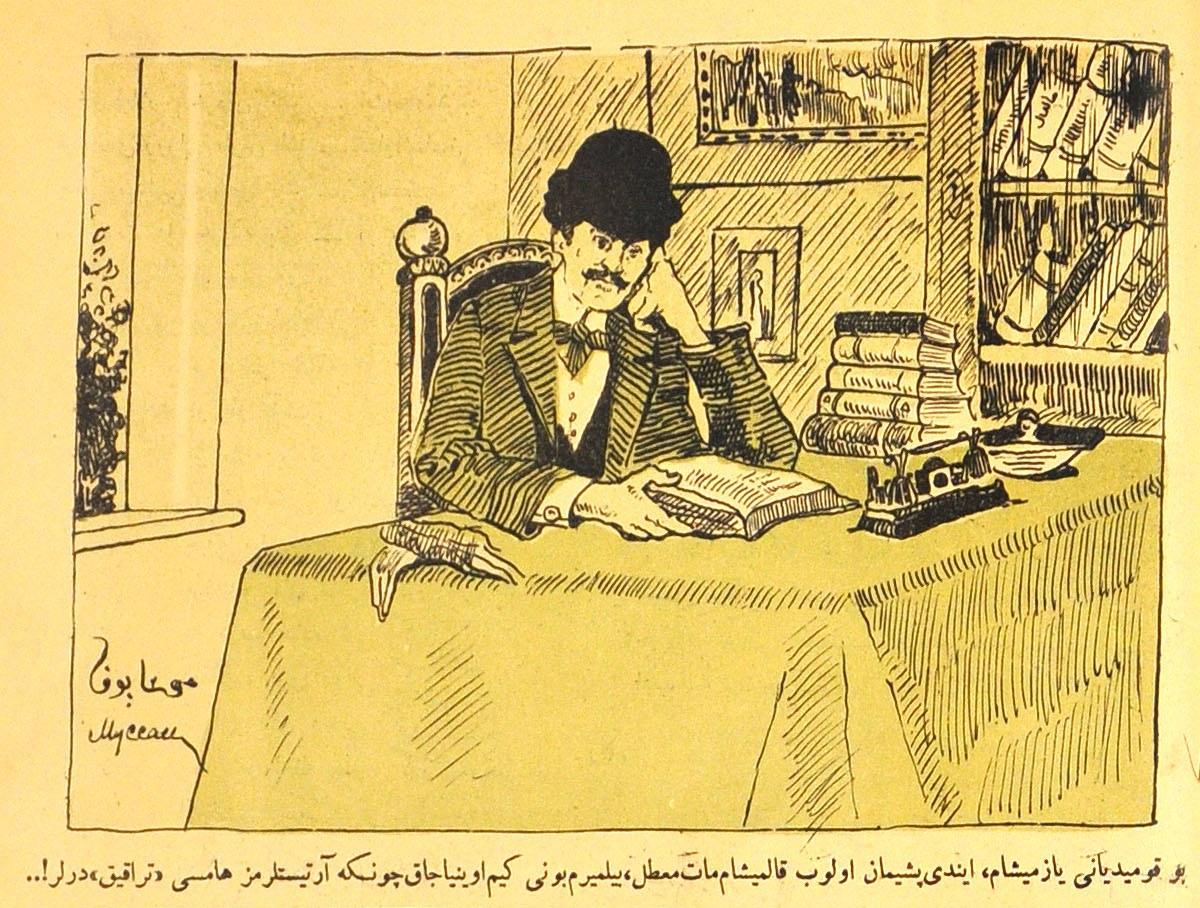
«Я написал эту комедию, а теперь в растерянности, не знаю, кто её сыграет, ведь все наши артисты — „трагики“!..», карикатура на А. Ахвердова из журнала «Молла Насреддин» № 18, 26 июня 1913
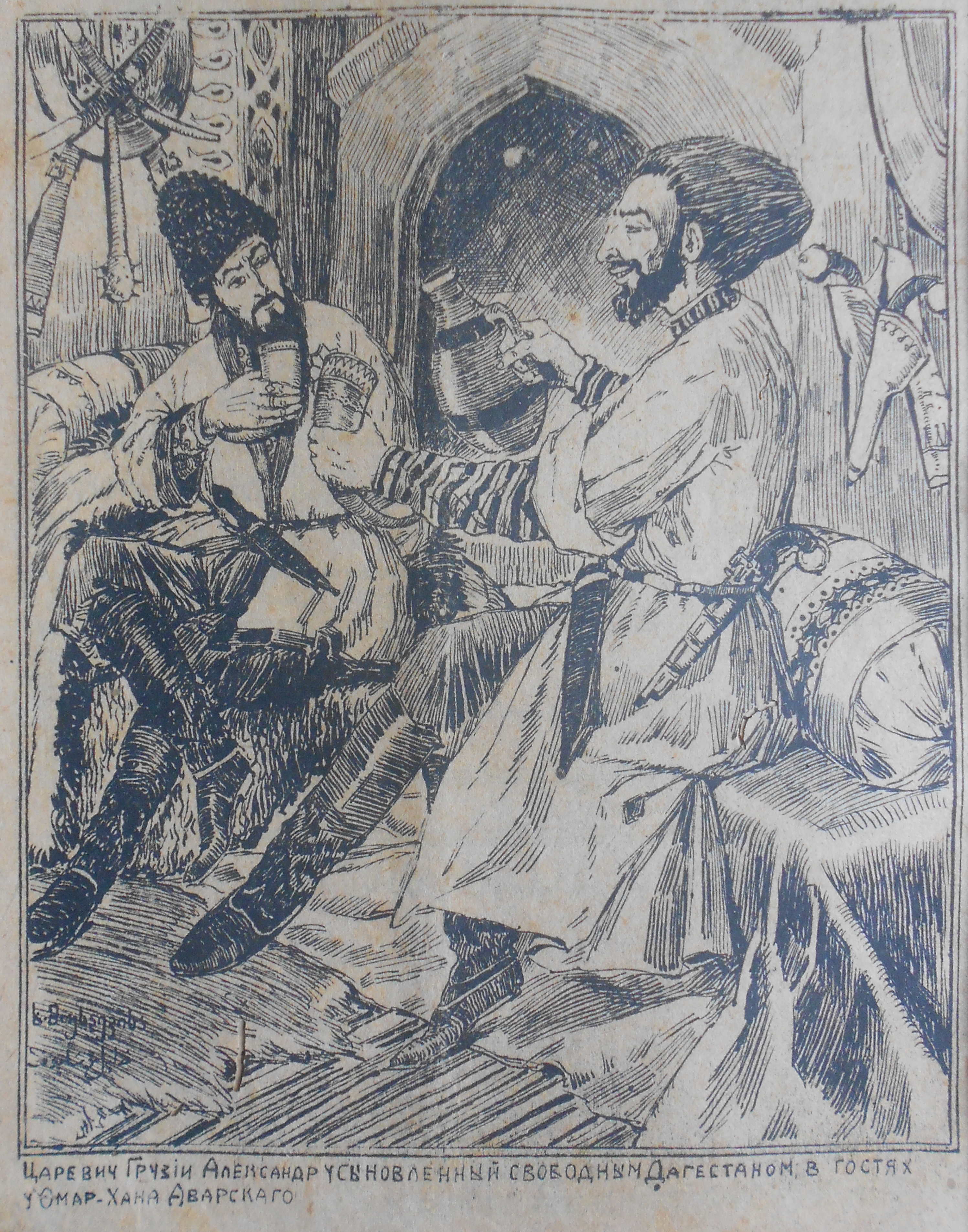
Ума-хан Аварский с грузинским царевичем Александром, иллюстрация из журнала «Танг Чолпан» № 6, 28 ноября 1917 г.
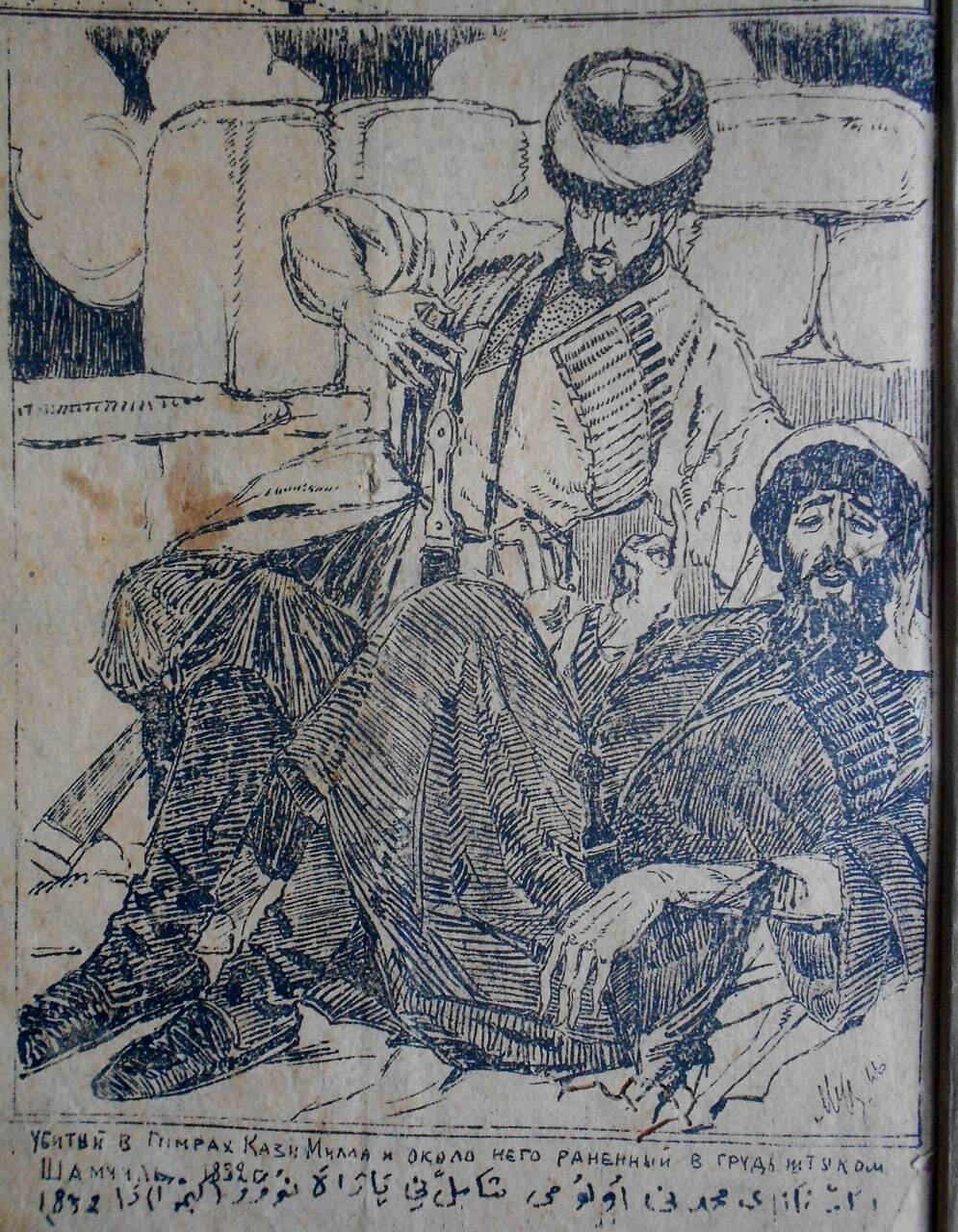
Картина «Убитый Кази-Мулла....», иллюстрирующая смерть имама Гази-Мухаммада в ходе Гимринского сражения. Рядом с имамом лежит имам Шамиль, из журнала «Танг Чолпан»
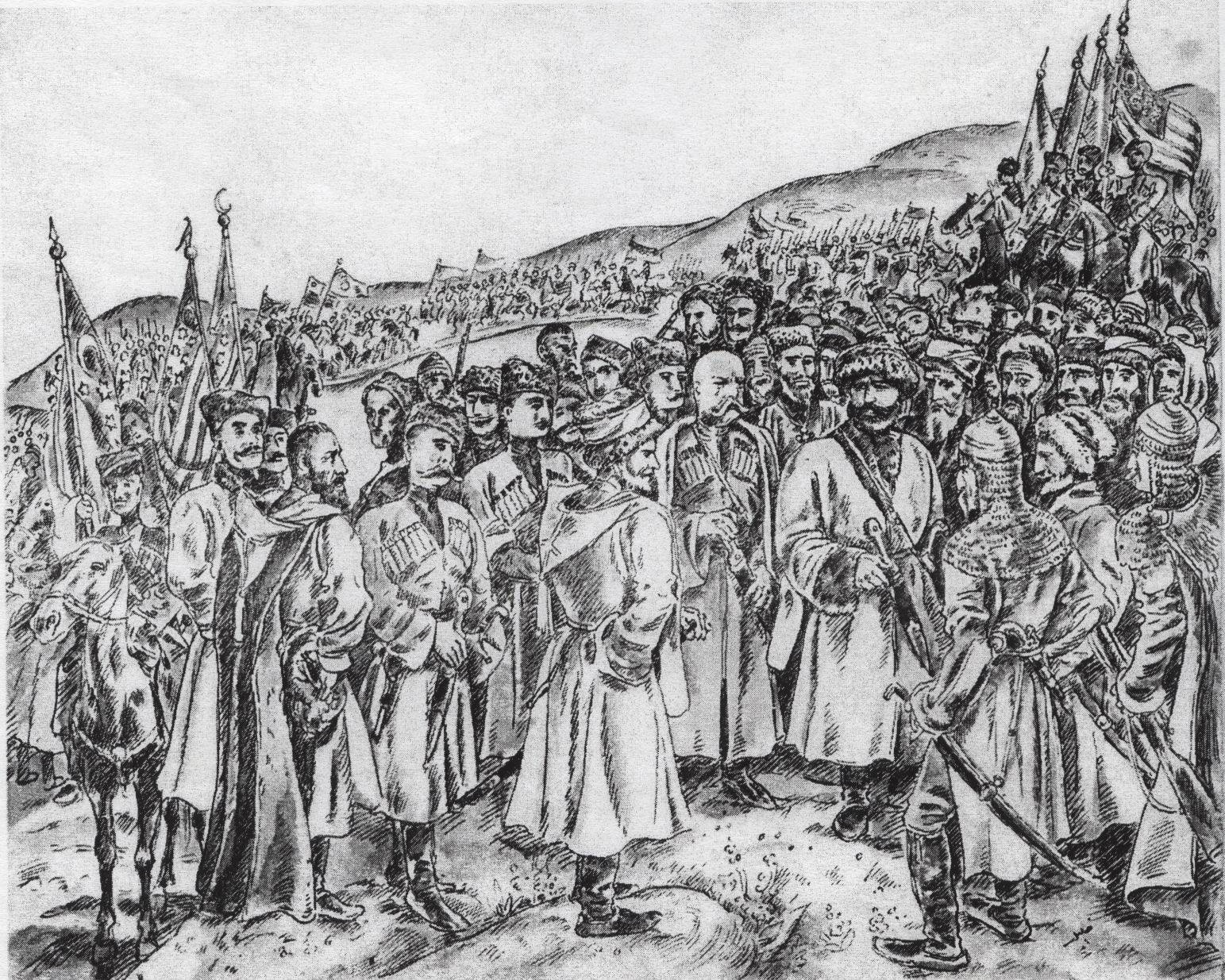
Избрание Нажмудина Гоцинского Имамом в Анди, иллюстрация из книги  «Страна последних рыцарей». В толпе изображён и сам Халил-бек
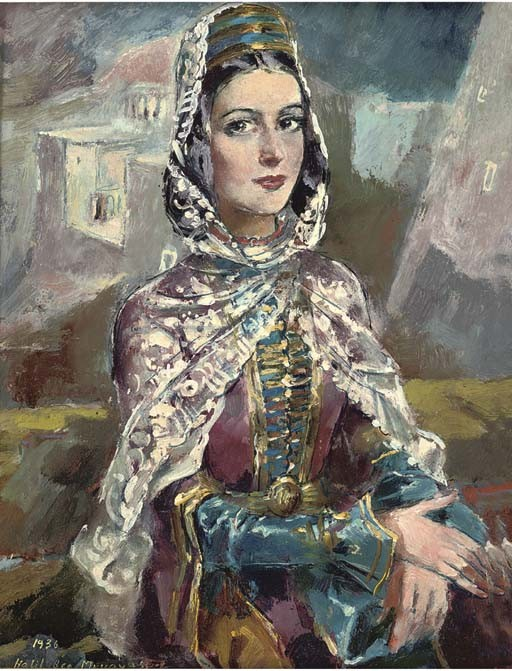
«Аварка из села Чох», портрет маслом, 1939
1935. Дагестанский объединённый краеведческий музей
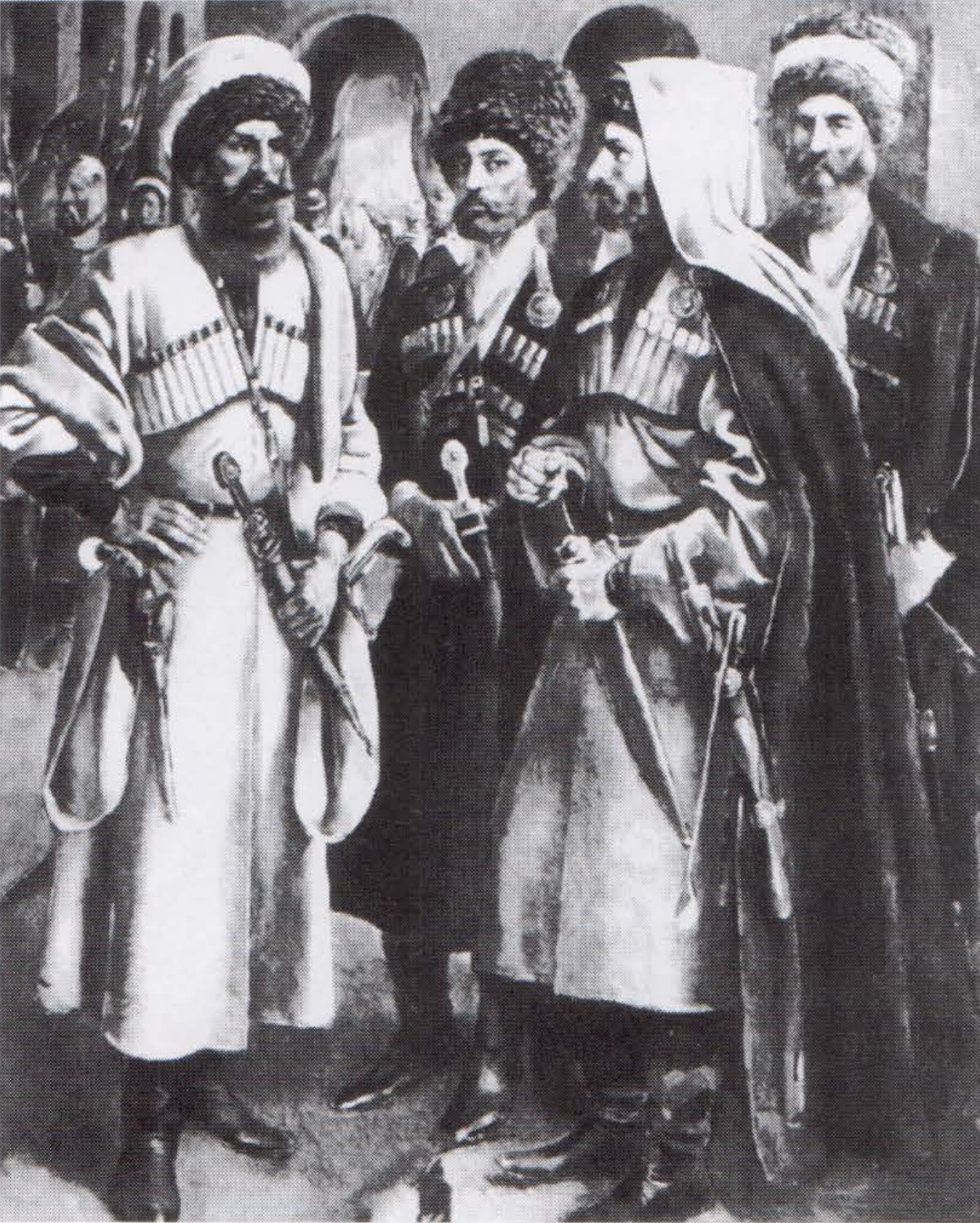
«Шамиль и наибы Даниял-бек Илисуйский, Хаджи-Мурат, Шуаиб-Мулла». 1912
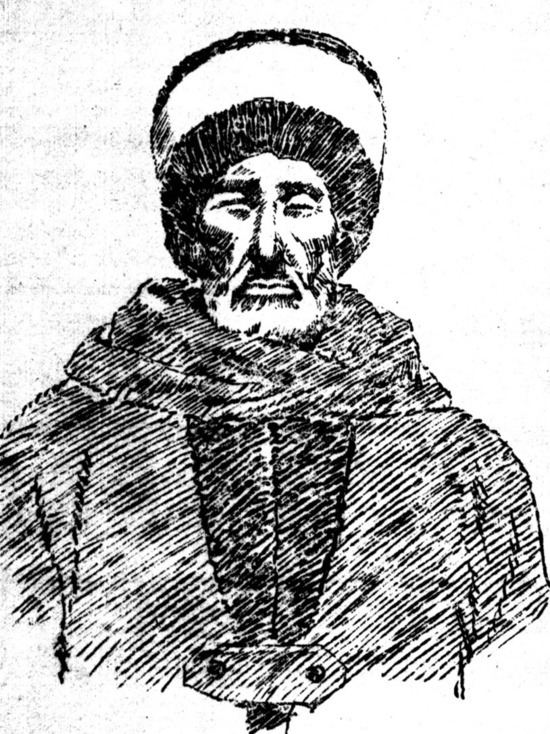
Портрет Узун-Хаджи. 1919
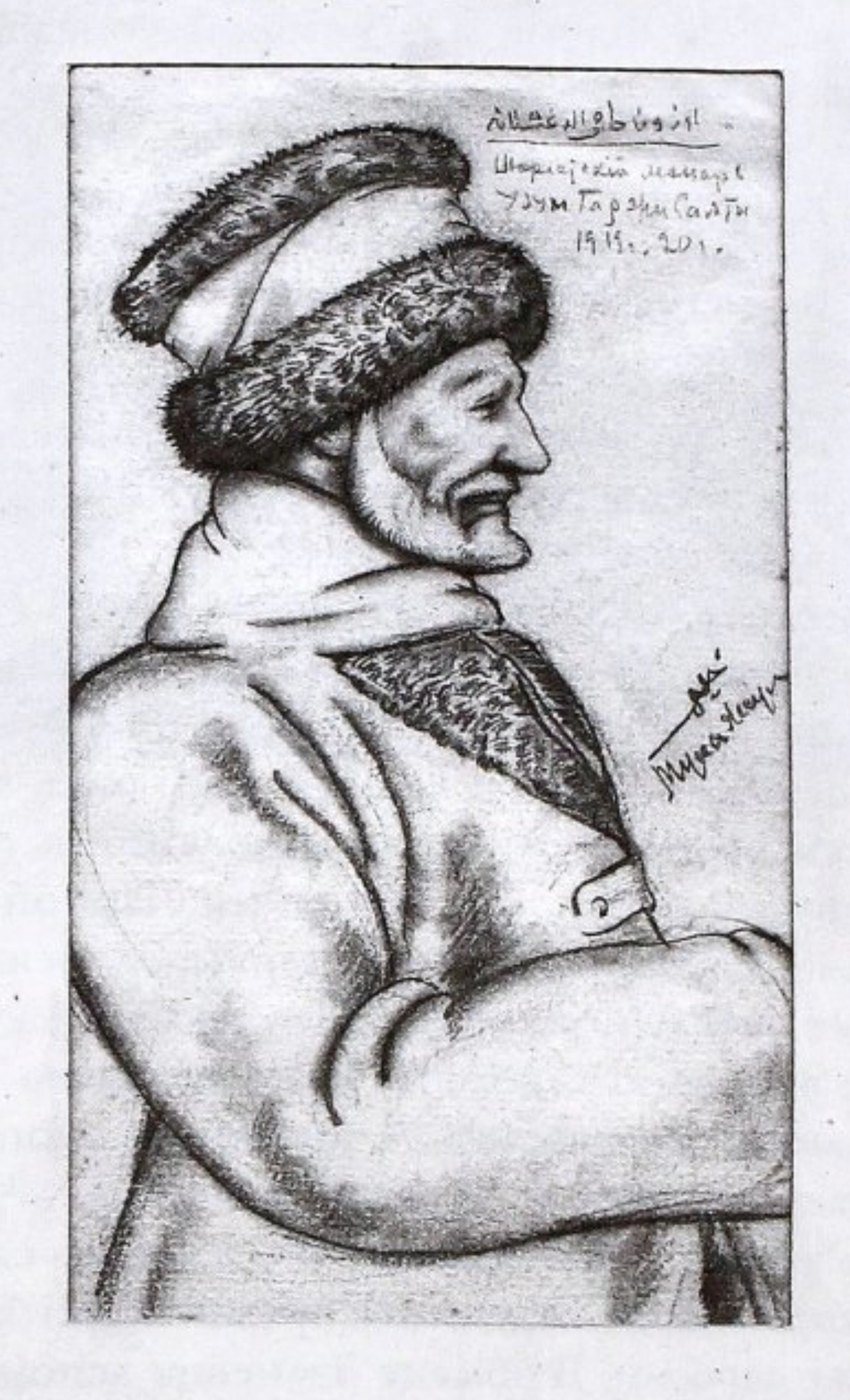
Портрет Узун-Хаджи. 1919-1920. Ныне хранится в марсельском архиве
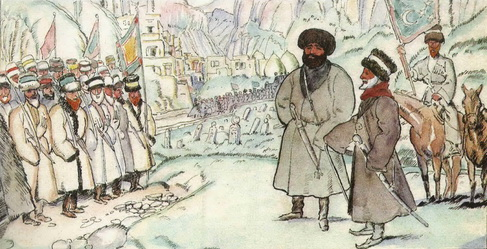
Нажмуддин Гоцинский и Узун-Хаджи Салтинский в Гергебиле. Смотр войск. 1919

## Выставки, отличия
В период с до и послевоенных лет выставки его картин с успехом проходили в Англии, Германии, Франции, Америке, Испании, Италии, Турции, Швейцарии и в других странах:
- 1925 год — выставка в Швейцарии;
- 1926 год — выставка в Мюнхене;
- 1929 год — поездка в страны Ближнего Востока и сбор материала для иллюстраций к «Тысяче и одной ночи», которые признаны самыми лучшими в мире;
- 1929 год — выставка в Берлине;
- 1930 год — выставка в Стамбуле;
- 1930 год — выставка в Риме и Флоренции;
- 1934 год — выставка в Мадриде;
- 1934—1944 — вторая выставка в Мюнхене;
- 1942 год — выставка в Тегеране;
- 1944—1947 — ряд выставок в Швейцарии;
- 1947 год — выставка в Нью-Йорке[12].

## Семья
Отец — Исрафил Манижал-Мусаясул, полковник царской армии, наиб Гунибского округа Дагестанской области. Брат — Магомед-бек Мусаев, генерал турецкой армии, один из руководителей Генерального штаба турецкой национально-освободительной армии.
В 1939 году женился на поэтессе и журналистке баронессе Оливии Мелани Юлии фон Нагель.

## Память
- В Нью-Йорке, в Метрополитен музее, хранятся мраморные слепки рук художника[15].

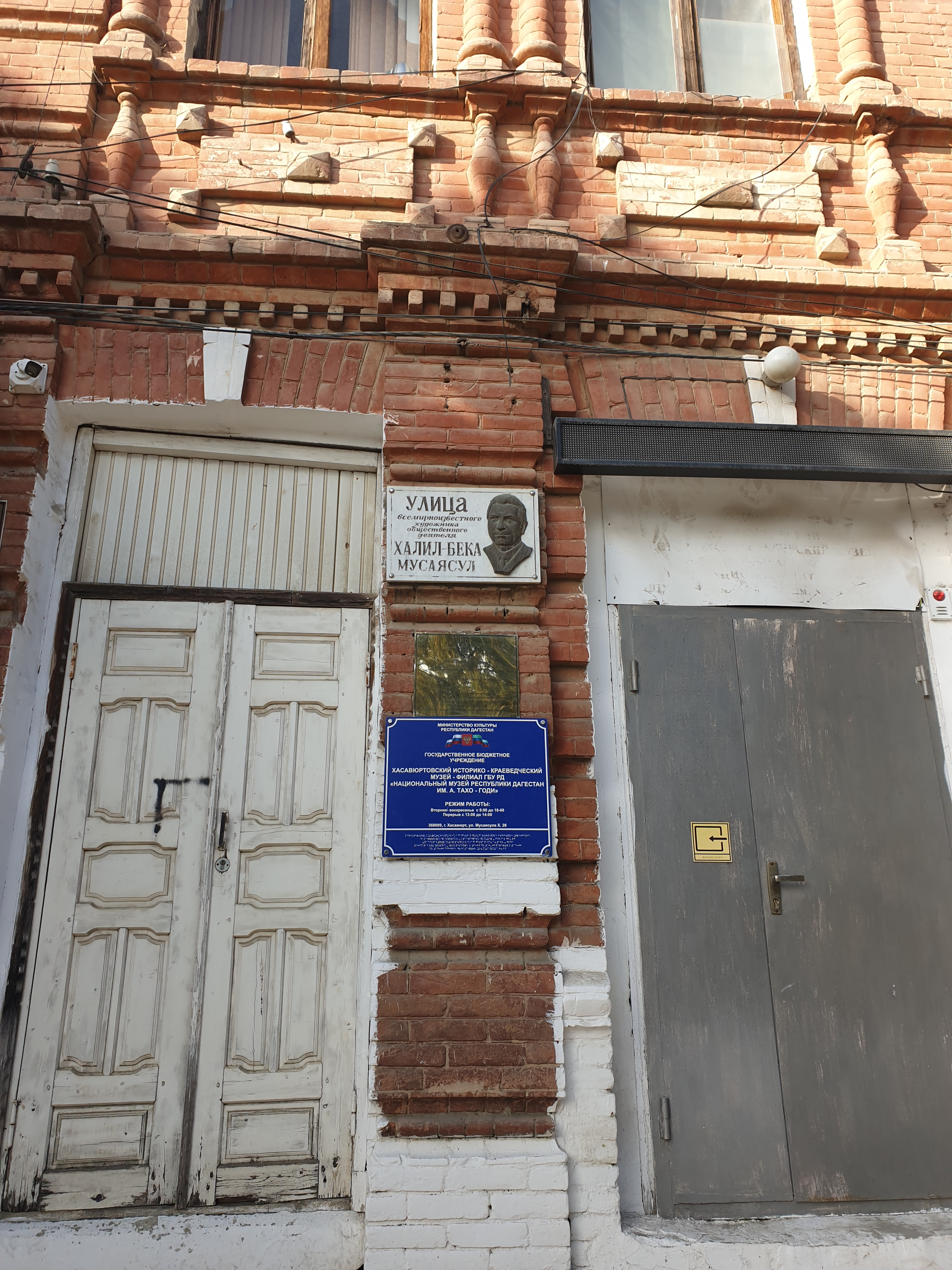
Улица имени Мусаясула в Хасавюрте

- Улица имени Мусаясула в ХасавюртеВ честь Халил-бек Мусаясула названы улицы в Хасавюрте и Буйнакске.
- Художественно-графический факультет Дагестанского государственного педагогического университета носит имя Халил-бека Мусаясула[16].